# Antigone (Opitz)
Antigone  ist eine Dramenübersetzung des Martin Opitz, die als Erstdruck 1636 in Danzig und als Ausgabe letzter Hand 1644 in Frankfurt erschien. Im Original trug sie den Titel Des griechischen Tragödienschreibers Sophoclis Antigone. Es handelt sich um die erste bedeutende deutsche Übersetzung des sophokleischen Dramas Antigone und stellt eine wichtige Etappe der Sophokles-Rezeption in der deutschen Literatur dar.

## Motivation
Nach Richard Alewyn ist es vergebliche Mühe, nach den Gründen für die Übersetzung der sophokleischen Antigone zu suchen. Seiner Einschätzung nach gab es zur Zeit der Renaissance keine Entwicklung im modernen Sinn, sondern nur „eine Chronologie der Aufenthalte, Stellungen, Beziehungen und Werke“. Alle Schriften von Martin Opitz seien „Gelegenheitsschriften“, die zufällig und wahllos entstanden seien.
Eine neuere Studie nimmt sich die Widmungsrede an den Grafen Gerard von Dönhof vor, die dem Stück vorangestellt ist. Darin führt Martin Opitz als Anforderung an die antike Tragödie „ein würdiges Thema“ und „gehaltvolle Sentenzen“ (argumenti dignitatem et sententiarum pondus) an. Dass die Antigone diese Anforderungen erfülle, zeige bereits die Wertschätzung der Athener zu Sophokles’ Zeiten. Von den Athenern leitet er zum Lob für den Widmungsträger über. Den unglückseligen Zuständen in der Tragödie wird das Glück des Grafen von Dönhof gegenübergestellt, dessen Herrschaft Frieden, Gerechtigkeit und Gedankenfreiheit gebracht habe. Dabei betont Martin Opitz den gesellschaftlichen Nutzen des Stücks, in dem es Mäßigung und Gleichmut lehre angesichts von Leid und Unglück. In einem weiter gehenden Schritt bezeichnet er die Tragödie sogar als geeignetes Mittel für die erfolgreiche Ausübung einer Herrschaft.
Die Gründe zur Übersetzung sind eingebettet im humanistischen Verständnis von der antiken Tragödie und der früh-humanistischen Sophokles-Rezeption, die als Sentenzen-Rezeption begann und deren Hochschätzung sich über den gesamten Zeitraum des Humanismus hinzog. Sie unterstreichen den moralischen Wert der antiken dramatischen Gattung und wurden vielerorts durch besondere Markierungen hervorgehoben. So auch in der Antigone von Martin Opitz.

## Textvorlage
Martin Opitz’ Übersetzung stützt sich laut Richard Alewyn auf eine der acht zwischen 1553 und 1636 veröffentlichten griechischen Textvorlagen von Demetrius Triclinius. In dem der Übersetzung vorausgeschickten Kapitel mit der Überschrift „Inhalt der Antigone“ verwendet er größtenteils wortwörtlich die lateinischen Kommentare von Joachim Camerarius. Da von den acht Ausgaben nur zwei diese Kommentare abgedruckt haben, engt sich die Frage nach der Ausgabe auf diejenigen von Henricus Stephanus (Paris 1567) und Paulus Stephanus (Genf 1603) ein. Richard Alewyn vermutet, dass es die letztere ist. Da die griechischen Dichter im 16. Jahrhundert vorwiegend aus zweiter Hand gelesen wurden und den griechischen Kenntnissen von Martin Opitz mit einem gewissen Maß an Misstrauen begegnet werden müsste, könnte ihm auch ein gelehrter Freund bei der Übersetzung unter die Schultern gegriffen haben.
Dem gegenüber hält eine neuere Studie fest, dass Martin Opitz zu seiner Zeit insgesamt neun verschiedene griechische Ausgaben der Tragödie von Sophokles zur Verfügung standen und dass Vergleiche zwischen den Ausgaben und der Übersetzung nahelegen, dass er mehrere Ausgaben für seine Übersetzung benutzt hat oder eine Ausgabe verwendet habe, die nicht mehr zugänglich sei.

## Sprache
Matin Opitz’ Übersetzung fällt in die Zeit der Frühneuhochdeutschen Sprache, während der es noch keine einheitliche deutsche Sprachnorm gab und die Sprache in einem Zustand war, die Alewyn als „dumpf und wahrlos“ beschreibt. In seiner umfassenden Sprachanalyse weist er nach, wie stark der Aufbau der Sätze der neulateinischen Sprache ähnelt, beziehungsweise deren Herkunft verrät. In seinem überaus lesenswerten Anhang listet er detailliert die sprachlichen Unterschiede zum griechischen Text auf: der Verlust des Gehalts und der Anschaulichkeit, die Milderung der Drastik, die Umwandlung von Nebensätzen in Hauptsätze, die Auflösung von Partizipien, Substantiven, Adjektiven, Infinitiven und Genitiven in ganze Sätze, die Verwendung farbloser Verben und das Hinzufügen von Hilfsverben. Als Ergebnis der Analyse, das er am 3. Stasimon, den Versen 781–790, vorführt, meint er: „Jede Zeile bildet einen abgeschlossenen Satz. Von einer Ausnahme abgesehen, steht regelmäßig das Verbum am Ende. Die Zeilen sind in syntaktischem und logischem Parallelismus paarweise geordnet. Das ist klassizistische Wandlung.“ Im folgenden Vergleich ist in der linken Spalte der Text von Martin Opitz, in der Mitte eine moderne Übersetzung und rechts, zur Veranschaulichung, die 1804 veröffentlichte Übersetzung von Friedrich Hölderlin dargestellt.
| O Amor den kein Mensch bezwinget Der sich in Haab und Güter dringet In Frauenzimmer Wangen macht Und ruht daselbst die gantze Nacht: Der du das weite Meer durchrennest Und auch die Bauerhütten kennest: Für dem kein Gott nicht Rath erkiest Damit er sich genugsam hütet: Für dem kein Mensch nicht sicher ist: Wer aber dich auch hat der wütet. | Eros, unbezwingbar im Kampf, Eros, der du herfällst über die Herden, der du auf den hauchzarten Wangen der Jungfrau die Nächte durchwachst –: Über das Meer schweifst du und hin zu den ländlichen Höfen, und der Unsterblichen keiner kann dir entrinnen noch auch eines der Tageswesen, der Menschen, und es rast der Ergriffne. | Geist der Liebe, dennoch Sieger Immer, in Streit! Du Friedensgeist, der über Gewerb einnicket, und über zärtlicher Wange bei Der Jungfrau übernachtet, Und schwebet über Wassern, Und Häusern, in dem Freien. Fast auch Unsterblicher Herz zerbricht Dir und entschlafender Menschen, und es ist, Wers an sich hat, nicht bei sich. |

Auf syntaktischer und semantischer Ebene nahm Opitz markante Änderungen vor. Die widersprüchlichen Verbindungen von Gegensätzen in vereinigender Absicht (Oxymoron) sind ein prägendes Stilelement des antiken Dramas und werden zum Beispiel von Friedrich Hölderlin in zugespitztem Maße übersetzt. Martin Opitz dagegen wandelt sie in Gegensätze mit trennender Absicht (Antithese) um. So wird ein „frevelnd habe ich mich rein (heilig) gehalten“ bei Sophokles zu „Ich [Antigone] habe recht gethan/Je dannoch klagt man mich von wegen unrecht an“ bei Martin Opitz. Diese Umwandlung hat Folgen auf Bedeutungen, da das ursprüngliche Oxymoron keine eindeutige Lehre vermittelt und als moralische Lehre im Gegensatz zur Antithese versagt. Antithesen sind ein Stilmerkmal lateinischer Gerichtsrhetorik und werden zum Beispiel in den Reden von Cicero verwendet. Martin Opitz benutzt und imitiert die lateinische Gerichtsrhetorik seiner Zeit, um sein „Teutsch“ als Literatursprache zu etablieren.

## Aufbau und Inhalt
Die Ausgabe von 1636 wird durch eine lateinische Widmung an den reformierten Grafen Gerhard von Dönhoff eingeleitet, der in Diensten des polnischen Königs Władysław IV. stand. Dem eigentlichen Dramentext ist im Vorwort „Inhalt der Antigone“ eine kurze historische Einordnung des Sophokles und eine Inhaltsangabe vorgeordnet. Danach folgt die Aufzählung der Personen: „Antigone“, „Ismene“, „das Chor/von thebanischen alten Bürgern“, „Creon“, „ein Bote von den Wächern“, „Hæmon“, „Tiresias“, „ein anderer Bote“, „Eurydice“ und „ein Diener“.
Das Drama ist in Alexandrinerversen verfasst, nur die Chor-Partien weichen davon ab. Eine Akteinteilung liegt entsprechend der antiken Vorlage nicht vor.
Die Figur des Kreon steht bei Martin Opitz im Zentrum. Bereits im Vorwort, das größtenteils dem Kommentar von Camerarius entnommen ist, werden die negativen Eigenschaften des Herrschers betont. Martin Opitz macht ihn zum Inbegriff der frühneuzeitlichen Vorstellung eines eigensinnigen Tyrannen, der nicht wandlungsfähig ist.
Antigone steht im drastischen Gegensatz zu Kreon. Dies geschieht durch die Übersteigerung der Figur des Kreons, die Tilgung jeglicher Individualität der Figur Antigones und die Parteinahme des Chors für Kreon. Ihr Heldentum erscheint vor dem Hintergrund einer gänzlich feindlichen Umwelt. Während sich bei Sophokles Antigone auf die Dike der Unterwelt beruft und ihre selektive Sichtweise offenbart, wird sie bei Opitz zur Handlungsträgerin eines universellen Gesetzes.

## Rezeption
Die stilistische Analyse von Richard Alewyn 1926 stellt bis heute die umfassendste Untersuchung der Antigone von Martin Opitz dar, die 168 Jahre vor der Übersetzung Friedrich Hölderlins (1804) entstanden ist. Richard Alewyn charakterisiert darin die Übersetzungsprinzipien von Martin Opitz formal als „klassizistisch“ im Gegensatz zum „klassischen“ und stofflich als „rationalistisch“. Er versteht darunter die Erprobung der neuen [deutschen] Sprache an den großen Mustern des Altertums und das Wegrationalisieren menschlicher Abgründe durch den Filter der Bildungswelt der deutschen Renaissance. Aus seiner Sicht war die Übersetzung von Martin Opitz für den Aufbau der deutschen Dichtung „eine bildnerische Tat“ und gleichzeitig Verrat am Geist der griechischen Tragödie.
Die negative Charakterisierung der Stilelemente durch Richard Alewyn wurde von verschiedenen Seiten kritisiert, da er die griechische Tragödie als Norm gegenüber der Übertragung einsetzte, anstatt ein Tertium Comparationis einzufügen. Dadurch könne die Übersetzung von Martin Opitz nur als Defizit gegenüber dem Original beschrieben werden. Dem Anspruch von Martin Opitz, der sein Werk als Wetteifern mit der Vorlage verstand, werde nicht Rechnung getragen. Die Übertragung zeichne sich durch gedankliche Selbstständigkeit mit den Besonderheiten des stoischen Gedankenguts, der Berücksichtigung rhetorischer Regeln, gezielten Abwandlungen und einer „nachdrücklichen“ Aktualisierung aus.